# Lake Bullen Merri
Lake Bullen Merri är en sjö i Australien. Den ligger i delstaten Victoria, omkring 170 kilometer väster om delstatshuvudstaden Melbourne. Lake Bullen Merri ligger 227 meter över havet.
I omgivningarna runt Lake Bullen Merri växer i huvudsak städsegrön lövskog. Runt Lake Bullen Merri är det mycket glesbefolkat, med 4 invånare per kvadratkilometer. Genomsnittlig årsnederbörd är 1 165 millimeter. Den regnigaste månaden är juni, med i genomsnitt 167 mm nederbörd, och den torraste är februari, med 32 mm nederbörd.